# Étoile du Nord (lied)
Étoile du Nord is een Engelstalig lied van de Belgische band Nacht und Nebel uit 1984.
De single had als B-kant het nummer Ancient Times.
Het nummer verscheen tevens op het album This Is, This Was.

## Meewerkende artiesten
- Producers
  - Gerard Duprez
  - Roger Samyn
  - Tieter Hessel
- Muzikanten
  - Albano Bentano (synthesizer)
  - Patrick Schools (zang, drums, piano)
  - Phil IJzerdraad (basgitaar)